# Waldemar Cierpinski
Hannes Waldemar (Waldemar) Cierpinski (Neugattersleben, 3 augustus 1950) is een voormalige Oost-Duitse atleet en tweevoudig olympisch kampioen op de marathon.

## Biografie

### Gratis ijsje
Waldemar Cierpinski deed in eerste instantie aan boksen en turnen, voordat hij op zijn vijftiende in de atletiek terechtkwam. 'Ik herinner me nog goed hoe de ijscoman uit een naburig dorp ons uitnodigde voor een wedloop. Met zijn bel hoorde je hem al van verre aankomen. We liepen hem met z'n allen tegemoet. Degene die als eerste aankwam, mocht als beloning bellen en wat belangrijker was: die kreeg een gratis ijsje. Kinderen van nu kunnen zich onze opwinding waarschijnlijk niet voorstellen, maar voor ons was de komst van de ijsboer een hoogtepunt. Soms wonnen ouderen van me, maar ik was vaak de snelste. Spelenderwijs deed je eigenschappen op die later doorslaggevend werden in de sport.'
Cierpinski werd in eerste instantie een succesvol 3000 m steepleloper, maar besloot in 1974 over te stappen naar de marathon.

### Olympisch kampioen
Hij was nagenoeg onbekend, toen hij meedeed aan de marathon op de Olympische Spelen van 1976 in Montréal. Hij liep in de kopgroep, totdat de Amerikaan Frank Shorter op het 25 kilometerpunt ervandoor ging. Cierpinski achtervolgde Shorter en nam uiteindelijk de leiding. Hij won de race met een voorsprong van 51 seconden. Later verklaarde hij zijn onverwachte overwinning als volgt: 'Om in Montreal de marathon te kunnen winnen, moest ik in de eerste plaats kunnen winnen van Frank Shorter, de Amerikaanse topfavoriet. Ik wist dat voor hem de wedstrijd begon op het 25-kilometerpunt, met een verwoestende tussensprint. Om die te kunnen pareren moest ik een heel grote basissnelheid hebben. Die trainde ik in snelheidssessies van tien keer 1000 meter, waarin de pauze van 600 meter steeds sneller moest. De kilometer deed ik in drie minuten, de aansluitende 600 meter liep ik aanvankelijk met een gemiddeld kilometertempo van vier minuten. Uiteindelijk liep ik die 600 meter met een gemiddelde van 3.10. Met een aansluitende 4000 meter heb ik zo in trainingen de 20 kilometer in 1:01.30 afgelegd.'

### In de voetsporen van Bikila
Cierpinski eindigde als vierde bij het Europees kampioenschap marathon in 1978. Op de Olympische Spelen van 1980 in Moskou, die werden geteisterd door een hittegolf, besloot Cierpinski niet mee te gaan met het moordende tempo dat de hazen ontwikkelden. 'In Moskou had ik het parkoers uitvoerig bestudeerd en ik wist precies waar ik zou moeten demarreren. Eigenlijk had ik die tactiek al uit mijn hoofd gezet, toen ik op precies 35 kilometer voorbij werd gesneld door Gerard Nijboer. Deze Nederlander was vanwege zijn verse record van 2:09 een van de grote favorieten, maar dat hij op precies dat punt versnelde, bracht me in verwarring. Kende hij mijn tactiek? Als een flits ging het door mijn hoofd: meegaan en er meteen voorbij!' Cierpinski begon met een inhaalrace en op het 36 kilometerpunt liep hij de koplopers voorbij en had al snel een ruime voorsprong. Alhoewel Nijboer in de laatste kilometer het gat begon dicht te lopen, sprintte Cierpinski de laatste 200 meter, won zijn tweede olympische gouden medaille en evenaarde hiermee de prestatie van de legendarische Ethiopiër Abebe Bikila door het winnen van twee olympische marathons. Cierpinski: 'Bij de finish had ik precies vijftien seconden over (2:11.03). De laatste 2 kilometer heb ik het heel zwaar gehad.'
Cierpinski werd derde op het wereldkampioenschap marathon in 1983. Hij werd weerhouden om zijn derde olympische gouden medaille te winnen op de Olympische Spelen van 1984 door een boycot van de Oostbloklanden.

### Totaal 28 marathons
Op de Track & Field News wereldranglijst was Cierpinski geplaatst als eerste marathonloper in 1976 en 1980 en achtste in 1978 en 1983. In de periode 1974-1985 heeft Cierpinski in totaal 28 marathons gelopen, waarvan hij er elf heeft gewonnen.
Hij was in zijn actieve tijd aangesloten bij SC Chemie Halle. Hij was getrouwd met Maritta Politz. Zij nam deel aan de 800 m bij de Olympische Spelen van 1972 en sneuvelde hierbij in de series.

### Doping en Stasi
Het is algemeen bekend dat de Duitse Democratische Republiek tussen 1968 en 1988 op grote schaal atleten van doping voorzag. Deze politiek is bekend geworden onder de naam Staatsplanthema 14.25 die door het Centraal Comité van de communistische partij was besloten. Zilverenmedaillewinnaar Frank Shorter veronderstelde dat Cierpinski vals speelde en voerde enige tijd actie om zijn zilveren in een gouden medaille om te laten zetten. Dit leidde echter niet tot aanpassing van de officiële uitslag. Concreter waren de bewijzen over de geheime dienst Stasi. In 1992 bleek dat Cierpinski als IM Willi vanaf 1973 informant was geweest voor de Stasi.

### Zoon
Zijn zoon Falk Cierpinski is tegenwoordig triatleet en lid van het Duitse nationale duatlonteam. Hij liep in 2004 het Duitse record in Saksen-Anhalt op de 10 km in 29.50 min. In september 2006 liep hij zijn eerste marathon in 2:24.27 en stapte over naar deze discipline. Zijn doel was aan de marathon deel te nemen op de Olympische Spelen van Peking in 2008. Dat is hem echter niet gelukt.

## Titels
- Olympisch kampioen marathon - 1976, 1980
- Oost-Duits kampioen 3000 m steeple - 1972
- Oost-Duits kampioen 10.000 m - 1979, 1980
- Oost-Duits kampioen marathon - 1978, 1982

## Persoonlijke records
Baan
| Onderdeel      | Prestatie | Datum            | Plaats  |
| -------------- | --------- | ---------------- | ------- |
| 1500 m         | 3.42,2    | 1974             |         |
| 3000 m         | 7.56,2    | 28 augustus 1974 | Potsdam |
| 5000 m         | 13.36,6   | 25 juni 1975     | Oslo    |
| 10.000 m       | 28.28,2   | 10 mei 1975      | Dresden |
| 3000 m steeple | 8.42,2    | 1974             |         |

Weg
| Onderdeel | Prestatie | Datum             | Plaats   |
| --------- | --------- | ----------------- | -------- |
| 10 km     | 29.51     | 22 september 1974 | Praag    |
| marathon  | 2:09.55   | 31 juli 1976      | Montréal |

## Palmares

### 5000 m
- 1974:  Oost-Duitse kamp. in Leipzig - 13.39,4
- 1975:  DDR vs SWE vs NOR in Oslo - 13.36,6

### 10.000 m
- 1977:  Oost-Duitse kamp. in Dresden - 28.36,0
- 1978:  DDR vs GBR in Londen - 28.30,76
- 1978: 19e EK in Praag - 28.58,9
- 1979:  Oost-Duitse kamp. in Leipzig - 28.54,0
- 1980:  Oost-Duitse kamp. in Cottbus - 28.51,2

### marathon
- 1974:  marathon van Kosice - 2:20.28,4
- 1975: 7e marathon van Kosice - 2:17.30,4
- 1976:  marathon van Chemnitz - 2:13.57
- 1976:  marathon van Wittenberg - 2:12.21
- 1976:  OS - 2:09.55,0
- 1976:  marathon van Fukuoka - 2:14.56,0
- 1977:  marathon van Kosice - 2:16.00,3
- 1978: 4e EK - 2:12.20,0
- 1978:  Prazsky in Praag - 2:14.51
- 1978:  Oost-Duitse kamp. in Cottbus - 2:14.57,4
- 1978: 32e marathon van Fukuoka - 2:22.49
- 1979:  marathon van Chemnitz - 2:15.50
- 1980:  marathon van Chemnitz - 2:11.17
- 1980:  OS - 2:11.03
- 1980: 6e marathon van Fukuoka - 2:10.24
- 1981:  Europese beker in Agen - 2:15.44
- 1982:  marathon van Manila - 2:14.27
- 1982:  marathon van Dresden - 2:12.59
- 1982: 6e EK in Athene - 2:17.50
- 1983: 7e marathon van Tokio - 2:12.40
- 1983:  Europese beker in Laredo - 2:12.06
- 1983:  WK in Helsinki - 2:10.37
- 1984: 8e marathon van Tokio - 2:12.00
- 1983: 15e marathon van Fukuoka - 2:15.13
- 1984: 8e marathon van Tokio - 2:12.00
- 1985: 5e marathon van Kosice - 2:19.52

### veldlopen
- 1972: 4e Oost-Duitse kamp. in Wittenberg - 38.38
- 1974: 5e Oost-Duitse kamp. in Potsdam - 37.12
- 1975:  Oost-Duitse kamp. in Bad Muskau - 32.42
- 1975: 15e WK in Rabat - 36.16

### Onderscheidingen
- Abebe Bikila Award - 1990

1896: Spiridon Louis ·
1900: Michel Théato ·
1904: Thomas J. Hicks ·
1908: John Hayes ·
1912: Kenneth McArthur ·
1920: Hannes Kolehmainen ·
1924: Albin Stenroos ·
1928: Ahmed Boughéra El Ouafi ·
1932: Juan Carlos Zabala ·
1936: Sohn Kee-chung ·
1948: Delfo Cabrera ·
1952: Emil Zátopek ·
1956: Alain Mimoun ·
1960: Abebe Bikila ·
1964: Abebe Bikila ·
1968: Mamo Wolde ·
1972: Frank Shorter ·
1976: Waldemar Cierpinski ·
1980: Waldemar Cierpinski ·
1984: Carlos Lopes ·
1988: Gelindo Bordin ·
1992: Hwang Young-cho ·
1996: Josia Thugwane ·
2000: Gezahegne Abera ·
2004: Stefano Baldini ·
2008: Samuel Wanjiru ·
2012: Stephen Kiprotich ·
2016: Eliud Kipchoge ·
2020: Eliud Kipchoge ·
2024: Tamirat Tola
- Gemeinsame Normdatei: 118910337
- World Athletics: 14346534
- International Standard Name Identifier: 0000 0001 1050 0744
- Nationale Bibliotheek van Tsjechië: mzk2015877819
- Virtual International Authority File: 30335483
- WorldCat: E39PBJjddcxJvc8xvjG4vBk7HC